# Línea 157 (Montevideo)
La línea 157 es una línea urbana de Montevideo, que une la intersección de Bulevar Artigas y la Avenida Rivera con la terminal Paso de la Arena. Anteriormente, hasta setiembre de 2019, su destino era en el Parque Rodó.

## Características
En marzo de 2024 se determinó que en sus servicios durante el día, entre las diez de la mañana y las cuatro de la tarde su recorrido sea desde Paso de la Arena hacia Parque Posadas, teniendo su último descenso en la intersección de la Avenida Millan y Reyes. El destino predeterminado entre Bulevar Artigas y el Paso de la Arena es operado en el resto de los servicios. 

## Recorridos
Circula por los barrios Cordón, Tres Cruces, Cordón Norte, La Aguada, Reducto, Brazo Oriental, Atahualpa, Prado, Paso Molino, Belvedere, Nuevo París, 19 de Abril, 3 de Abril, Cadorna/Nuevo Sarandí y Paso de la Arena.
| IDA ...Continua sin espera por : - Bulevar Artigas - Avenida 8 de Octubre - Avelino Miranda - Goes - Juan Paullier - Colonia - Avenida Daniel Fernández Crespo - Avenida de las Leyes - Batoví - Yatay - Avenida San Martín - Avenida Millán - Camino Castro - Avenida Agraciada - San Quintín - Juan B. Pandiani - Avenida Carlos María Ramírez - Dr. Manuel Herrera y Obes - Avenida Luis Batlle Berres - Camino Tomkinson - Pbro. Cosme Agulló - Camino Cibils - Avenida Luis Batlle Berres - (Terminal de Paso de la Arena) | VUELTA - (Terminal de Paso de la Arena) - Camino Cibils - Avenida Luis Batlle Berres - Avenida Carlos Ma. Ramírez - Avenida Agraciada - Cno. Castro - Avenida Millán - Avenida San Martín - Avenida Agraciada - Avenida de las Leyes - Madrid - Magallanes - Miguelete - Arenal Grande - Avenida Uruguay - Eduardo Acevedo - José Enrique Rodó |

```
[
1
]
```

## Paradas
Nº Parada → Calle/Cruce
IDA
- 2070	Palmar
- 2109	Hosp Pereira Rossell
- 2071	Av. Italia/H. Italiano
- 4720	Dr Salvador Ferrer Serra
- 2194	Juan Paullier
- 2195	Martin C Martínez
- 2196	Arenal Grande
- 3833	Caja de Jubilaciones
- 3834	Av Uruguay
- 3836	La Paz
- 3838	Lima
- 3738	Av De Las Leyes
- 3666	Batovi
- 3667	Marcelino Sosa
- 4433	Martin Garcia
- 3988	Clemente Cesar
- 3592	Domingo Aramburu
- 3593	Concepción Arenal
- 3594	Vilardebo
- 3595	Sitio Grande
- 3596	Bv Gral Artigas
- 3597	Americo Vespucio
- 3598	Ramon Estomba
- 3599	Dr Carlos Vaz Ferreira
- 3600	Cubo Del Norte
- 3601	Reyes
- 3602	Av Luis Alberto De Herrera
- 1624	Psje Pnal Caballeros
- 1625	Rbla Costanera Lavalleja
- 1626	Dr Alberto Zubiria
- 1628	María Orticochea
- 1629	Maua
- 1630	Av Islas Canarias
- 1631	Cno Carlos María De Pena
- 1632	Gral Hornos
- 1633	Molinos De Raffo
- 1634	Santa Lucia
- 1635	Av Agraciada
- 1566	San Miguel
- 1567	Juan Antonio Artigas
- 1145	José B. Freire
- 1211	Belvedere
- 1295	M. Herrera y Obes
- 894	José Mármol
- 895	Gregorio Camino
- 896	Gowland
- 897	Bv Dr Manuel Herrera
- 898	Ferreira y Artigas
- 899	Cañas
- 900	Tres Cruces
- 901	Yugoeslavia
- 5327	Ercilia Quiroga
- 902	Barrio 19 de Abril
- 874	Cno de las Tropas
- 875	Calle 4
- 876	Fca. Puma
- 877	Santa Lucía
- 885	Martín Artigas
- 886	Cnel. Santiago Artigas
- 582	Av Luis Batlle Berres
- 4135	Term Paso de la Arena

VUELTA
- 4135	Term Paso de la Arena
- 4136	Cno. Tomkinson
- 868	Cnel Santiago Artigas
- 869	Martín Artigas
- 870	Eduardo Paz Aguirre
- 871	Fábrica Puma
- 872	Complejo 3 de Abril
- 873	Cno de las Tropas
- 887	Psje. Emaus
- 4917	Barrio 19 de Abril
- 5328	Ercilia Quiroga
- 4918	Yugoeslavia
- 4919	Luis Batlle Berres
- 4920	Cañas
- 4921	Ferreira y Artigas
- 888	Rodolfo Rincón
- 889	Gowland
- 890	Antonio Zubillaga
- 891	Juan C. Molina
- 892	José Mármol
- 893	Carlos Ma. Ramírez
- 1292	Vicente Basagoity
- 1293	Belvedere
- 1568	José B. Freire
- 1569	Emilio Romero
- 4212	San Miguel
- 1599	Terminal Paso Molino
- 1600	Santa Lucia
- 1633	Molinos De Raffo
- 1632	Gral Hornos
- 1601	Cno Carlos María De Pena
- 4891	Av Islas Canarias
- 1602	Maua
- 1603	María Orticochea
- 1604	Av. Millán
- 1472	Museo Blanes
- 1605	Av Luis Alberto De Herrera
- 1474	Reyes
- 1475	Micenas
- 1476	Dr Carlos Vaz Ferreira
- 1477	Cisplatina
- 1478	Huidobro
- 1479	Grito De Asencio
- 1480	Sitio Grande
- 1481	Vilardebo
- 1482	Concepción Arenal
- 1483	Gral Luna
- 2456	Clemente Cesar
- 4434	Martin Garcia
- 3746	César Díaz
- 3663	Guatemala
- 3877	Venezuela
- 3878	Asunción
- 3822	D. Fernández Crespo
- 3830	La Paz
- 3831	Cerro Largo
- 3832	Av. Uruguay
- 3879	República
- 3847 Colonia
- 3849 Guayabos
- 4002 Pablo de María
- 4087 Joaquín Requena
- 4003 Mario Casinoni